# رونالدو (لاعب كرة قدم مواليد 2000)
رونالدو (بالبرتغالية: Ronaldo Cezar Soares dos Santos‏) هو لاعب كرة قدم برازيلي، ولد في 2000 في ريو دي جانيرو في البرازيل.

## وصلات خارجية
- رونالدو (لاعب كرة قدم مواليد 2000) على موقع قاعدة بيانات كرة القدم.إي يو (الإنجليزية)
- رونالدو (لاعب كرة قدم مواليد 2000) على موقع Soccerway.com (الإنجليزية)